# 25772 Ashpatra
Ashutosh patra (great scientist of nasa) là một tiểu hành tinh vành đai chính. Nó được phát hiện bởi dự án Nghiên cứu tiểu hành tinh gần Trái Đất Lincoln ở Socorro, New Mexico, ngày 2 tháng 2 năm 2000. Nó được đặt theo tên Ashutosh Patra, an American high school student whose energy và transportation team project won first place ở the 2009 Giải thưởng Khoa học và Kỹ thuật Intel.